# Ralf Zwiebel
Ralf Zwiebel (geboren 1942) ist Facharzt für Psychosomatische Medizin und Psychotherapie, Psychoanalytiker und Sachbuchautor. Vor seiner Emeritierung war er Professor für psychoanalytische Psychologie an der Universität Kassel.

## Werdegang
Nach seinem Medizinstudium wurde Zwiebel im Februar 1968 an der Freien Universität Berlin mit seiner Dissertation Über eine Mikromethode zur Bestimmung von Metaboliten im Muskelgewebe promoviert.
Er absolvierte eine psychoanalytische Weiterbildung und wurde Mitglied und später Lehranalytiker am Alexander-Mitscherlich-Institut (AMI) in Kassel, dessen Vorsitz er lange Jahre innehatte. Zugleich erwarb er die Mitgliedschaft in einschlägigen Fachgesellschaften wie der DPV und der Internationalen Psychoanalytischen Vereinigung (IPV).
Von 1986 bis 1998 lehrte Zwiebel als Professor für Sozialmedizin an der Fachhochschule Bielefeld und erhielt 1998 einen Ruf auf die Professur für psychoanalytische Psychologie in Kassel, den er annahm. Im Jahr 2007 wurde er emeritiert.
Neben anhaltender Vortrags- und Publikationstätigkeit betreibt Zwiebel in Kassel eine psychoanalytische Praxis.

## Wirken
Zu seinen Arbeitsschwerpunkten gehören neben der psychoanalytischen Behandlungstechnik und Entwicklung einer Fehlerkultur die klinische Theorie – und hier insbesondere Gegenübertragungsphänomene –, Psychoanalyse in der Pädagogik und – im Rahmen der psychoanalytischen Kulturtheorie – psychoanalytische Filminterpretationen oder Psychoanalyse und Religion, – vorzugsweise Buddhismus.
Von 1993 bis 2002 hatte Zwiebel an der Universität Kassel die Leitung des Projekts Psychoanalyse und Zen-Buddhismus inne. Im Rahmen einer Zen-Buddhismus und Psychoanalyse vergleichenden Studie wurden auf theoretischer und praktischer Ebene Übereinstimmungen und Unterschiede zentraler Aspekte beider Entitäten herausgearbeitet, darunter Bewusstsein, Unbewusstes, Ich-Selbst, Einsicht und Erleuchtung. Aus diesem Projekt gingen verschiedene Publikationen hervor, darunter im Jahr 2009 Das Studium des Selbst mit dem Vorschlag, Zen als meditativen Weg und die Psychoanalyse als analytischen Weg zur Heilung eines leidenden Selbst zu verstehen.
Im selben Jahr erschien ein Buch, das aus einem Dialog des Zen-kundigen Psychoanalytikers Zwiebel mit dem psychotherapeutisch erfahrenen Zen-Lehrer Gerald Weischede hervorging. Auf LovelyBooks findet sich eine Inhaltsangabe über die zwei recht unterschiedlichen Wege zu Selbsterkenntnis und Heilung – aus der Moderne des Westens einerseits und aus Jahrtausende altem Erfahrungswissen des Ostens andererseits. Bei einem an sich grundverschiedenen Verständnis vom Leben und seinen Beschwernissen lassen sich die beiden Diskutanten nach dem Austausch von Grundsätzlichkeiten auf einen Vergleich ein. Während die Psychoanalyse Neurosen als Folge und Ausdruck einer gestörten Entwicklung versteht, gilt dem Zen-Buddhismus Krankheit als notwendiger Bestandteil menschlichen Lebens. Die Psychoanalyse orientiert sich am Individuum und hat die Heilung der Neurosen zum Ziel, während der Zen-Buddhismus eine Loslösung von der subjektiven Identität anstrebt. Bei allen Unterschieden gibt es, so die Dialogpartner, Annäherung und eine Art Verwandtschaft zwischen beiden Richtungen.
Im Rahmen seiner Tätigkeit an der Universität war Zwiebel zwischen 1997 und 2003 an einer repräsentativen und multiperspektivischen Katamnesestudie zur Frage der Langzeitwirkung von Psychoanalysen und psychoanalytischen Therapien beteiligt. Im Rahmen dieses Projekts wurde eine Stichprobe (n=401) von Patienten untersucht, die zwischen 1990 und 1993 ihre Psychoanalysen oder psychoanalytischen Langzeitbehandlungen bei Analytikern der Deutschen Psychoanalytischen Vereinigung beendeten. Retrospektiv wurden die subjektiven Einschätzungen über den Behandlungsverlauf untersucht und dabei die Beurteilungen der Patienten jenen ihrer Analytiker gegenübergestellt – ergänzt durch objektivere Daten wie unter anderem Gesundheitskosten oder textanalytische Verfahren transskibierter Behandlungsstunden. Überdies kamen sowohl psychoanalytische wie nichtpsychoanalytische Experten zu Wort. Methodisch kamen für die statistische Auswertung der erhobenen Daten qualitative wie quantitative Verfahren zur Anwendung.
Im Zusammenhang mit seinen theoretischen Überlegungen zur Gegenübertragung veröffentlichte Zwiebel 2004 in der englischsprachigen Zeitschrift Psychoanalytic Quarterly eine Schrift über die sogenannte dritte Position, die der Psychoanalytiker einzunehmen hätte. Laut Zwiebel handele es sich dabei neben anderen analytisch-therapeutischen Positionen um einen zentralen Aspekt für die „Überlebensfähigkeit“ des Analytikers in der analytischen Beziehung.

## Kritik
Im Juni 2013 verfasste Tilmann Moser im Ärzteblatt eine Rezension des damals gerade erschienenen Buchs Was macht einen guten Psychoanalytiker aus?, der er den Titel Gipfelpunkt einer besorgten Selbstreflexion gab. Allzu viele Selbstzweifel seien Kennzeichen nicht nur, aber auch „dieses herausragenden Buches von Ralf Zwiebel“, der schon im ersten Satz die beunruhigende Frage nach einem möglichen falschen Selbst des Analytikers aufwerfe. Offenbar habe „eine Phase vertiefter Selbstreflexion begonnen“, die längst eine „Phase tiefen Zweifels“ geworden sei. Für Zwiebel würden „überall die Gefahren des Scheiterns“ lauern, zugleich baue er „mit großer Gründlichkeit ein überhöhtes Ideal“ auf, vor dem sich „Gelingen und Versagen ständig die Waage“ hielten. Der Autor sei „extrem belesen“, doch zugleich voller „überaus besorgter Selbstreflexion“, die einschüchternd wirke. Dies hält Moser nicht für angemessen, zumal „alle Schulen inzwischen überzeugt sind, dass die warmherzige Zuwendung einer integeren und gut ausgebildeten Therapeutenpersönlichkeit der Hauptfaktor für eine mögliche Besserung oder gar Genesung“ sei.

## Mitgliedschaften
- Deutsche Psychoanalytische Vereinigung (DPV)
- Internationale Psychoanalytische Vereinigung (IPV)

## Schriften (Auswahl)
- Der Schlaf des Analytikers. Die Müdigkeitsreaktion in der Gegenübertragung. Verlag Internationale Psychoanalyse, Stuttgart 1992, ISBN 3-608-95942-4.
- The third position: Reflections about the internal analytic working process. In: Psychoanalytic Quarterly. Band 73, 2004, ISSN 2167-4086, S. 215–265 (englisch).
- Von der Angst, Psychoanalytiker zu sein. Das Durcharbeiten der phobischen Position. Klett-Cotta, Stuttgart 2007, ISBN 978-3-608-94476-1.
- Was macht einen guten Psychoanalytiker aus? Grundelemente professioneller Psychotherapie. Klett-Cotta, Stuttgart 2013, ISBN 978-3-608-94728-1.
- Vom Irrtum lernen. Behandlungsfehler und Verantwortung in der psychoanalytischen und therapeutischen Praxis. Klett-Cotta, Stuttgart 2017, ISBN 978-3-608-96112-6.
- Die innere Couch. Psychoanalytisches Denken in Klinik und Kultur (= Bibliothek der Psychoanalyse). Psychosozial-Verlag, Gießen 2019, ISBN 978-3-8379-2895-2.
- mit Gerald Weischede: Buddha und Freud – Präsenz und Einsicht. Über buddhistisches und psychoanalytisches Denken. Vandenhoeck & Ruprecht, Göttingen, Bristol, Conn. 2015, ISBN 978-3-525-40250-4.